# SB 크리에이티브
SB 크리에이티브 주식회사(SB Creative Corp.)는 일본의 정보 통신 회사로 소프트뱅크 계열 출판사이다. 주로 컴퓨터나 IT, 컴퓨터 게임 관련 잡지나 서적 등을 발행하고 있으며 그 외 전자책, 브로드밴드 컨텐츠 육성 사업에도 손대고 했다. 현재는 소프트뱅크 그룹 내 출판, 브로드밴드 컨텐츠 등 미디어나 마케팅 사업을 통괄하는 순수 지주회사 소프트뱅크 마케팅 홀딩스 주식회사 산하 기업으로 들어가 있다.
일본 소프트뱅크의 출판부가 이 회사의 전신으로 〈Oh!PC〉등으로 대표되는 당시 희귀 기종 컴퓨터별 잡지를 발행하기도 했다.
2005년, 소프트뱅크 퍼블리싱과 소프트뱅크 미디어 아트 마케팅 등과 병합해 현재까지 내려오고 있다.
2006년, GA 문고(라이트 노벨)와 소프트뱅크 신서(일반 신서), 사이언스 아이 신서(과학 신서), 2007년에는 소프트뱅크 문고(일반 문예)를 발간하는 등, 기존 컴퓨터 계열 출판사에서 종합 출판사로 거듭나고 있다.